# A22-es autópálya (Ausztria)

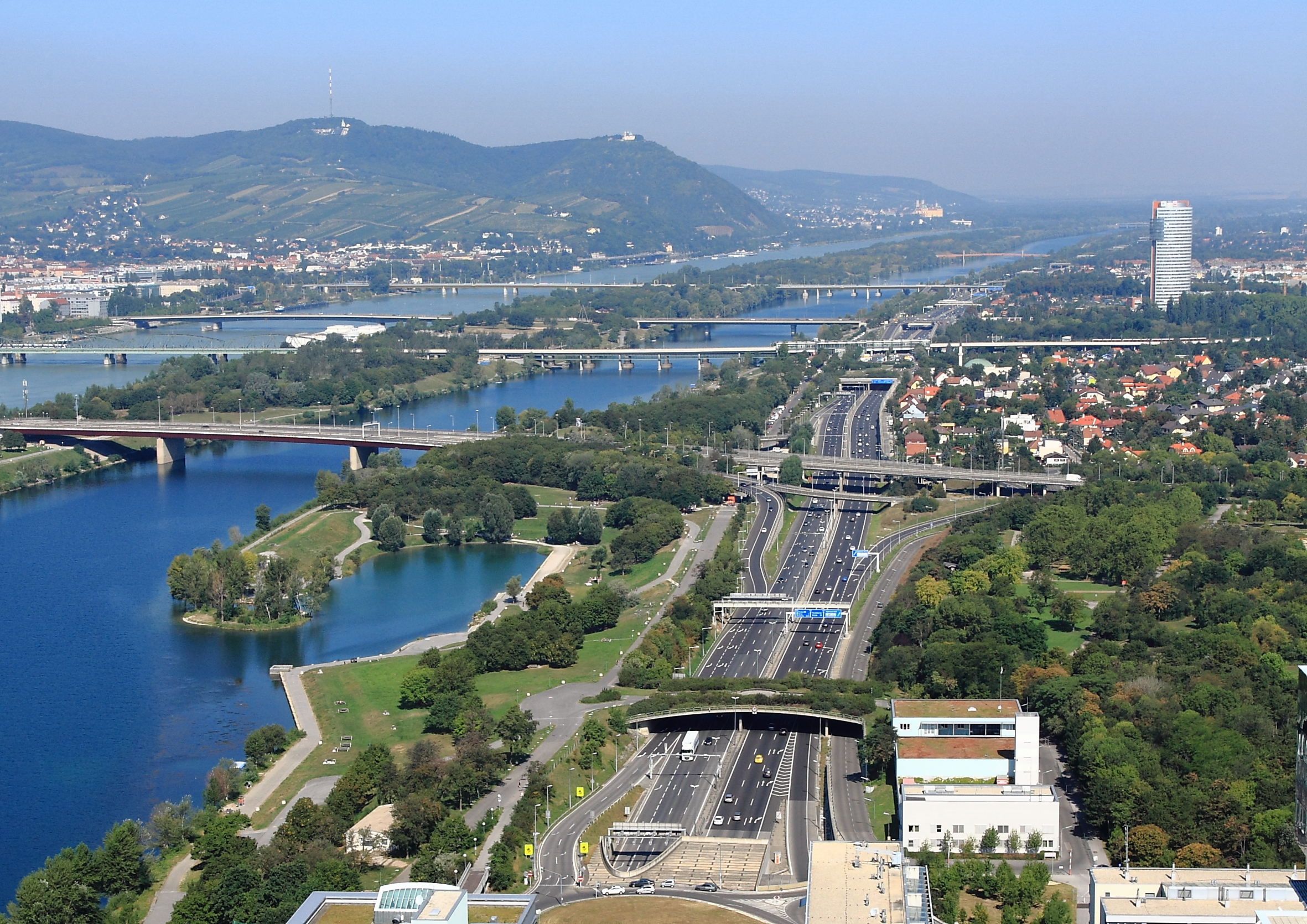
Az út eleje, nem messze a kaisermühleni csomóponttól

Az A22-es autópálya (németül: Donauufer Autobahn) egy Duna-parti autópálya Ausztriában. Városi autópálya Bécsben, összeköttetést biztosít az A23-as és az S5-ös autóút (németül: Stockerauer Schnellstraße) között.

## Története
A Stockerau-Nord és a Korneuburg-Ost szakasz 1969 és 1971 között, mint S3-as, 2×2 sávos gyorsforgalmi út, készült el. 1981. október 31-én Kroneuburg-Ost csomóponttól a floridsdorfi Duna-hídig 2×3 sávos pályaként meghosszabbították. 1989-ben megnyitották az A23-as autópályáig tartó utolsó szakaszát. 2007-ben átadták a Stockerau-Ost és a Korneuburg-Ost közötti hatsávos utat.
Tervezik az autópálya A4-es autópályáig való meghosszabbítását.

## Érdekességek
- A bécsi szakaszt csomóponttal együtt környezetvédelmi okokból alagútként befedték: Uno-City, Donauturm, Korneuburg.
- Először ezen az autópályán helyeztek el sebességmérő berendezést, mely 2003 elejétől üzemel.
- 2002-től az A22-es autópályához tartozik az Északi-híd (németül: Nordbrücke) és autópálya-felhajtója.

## Galéria

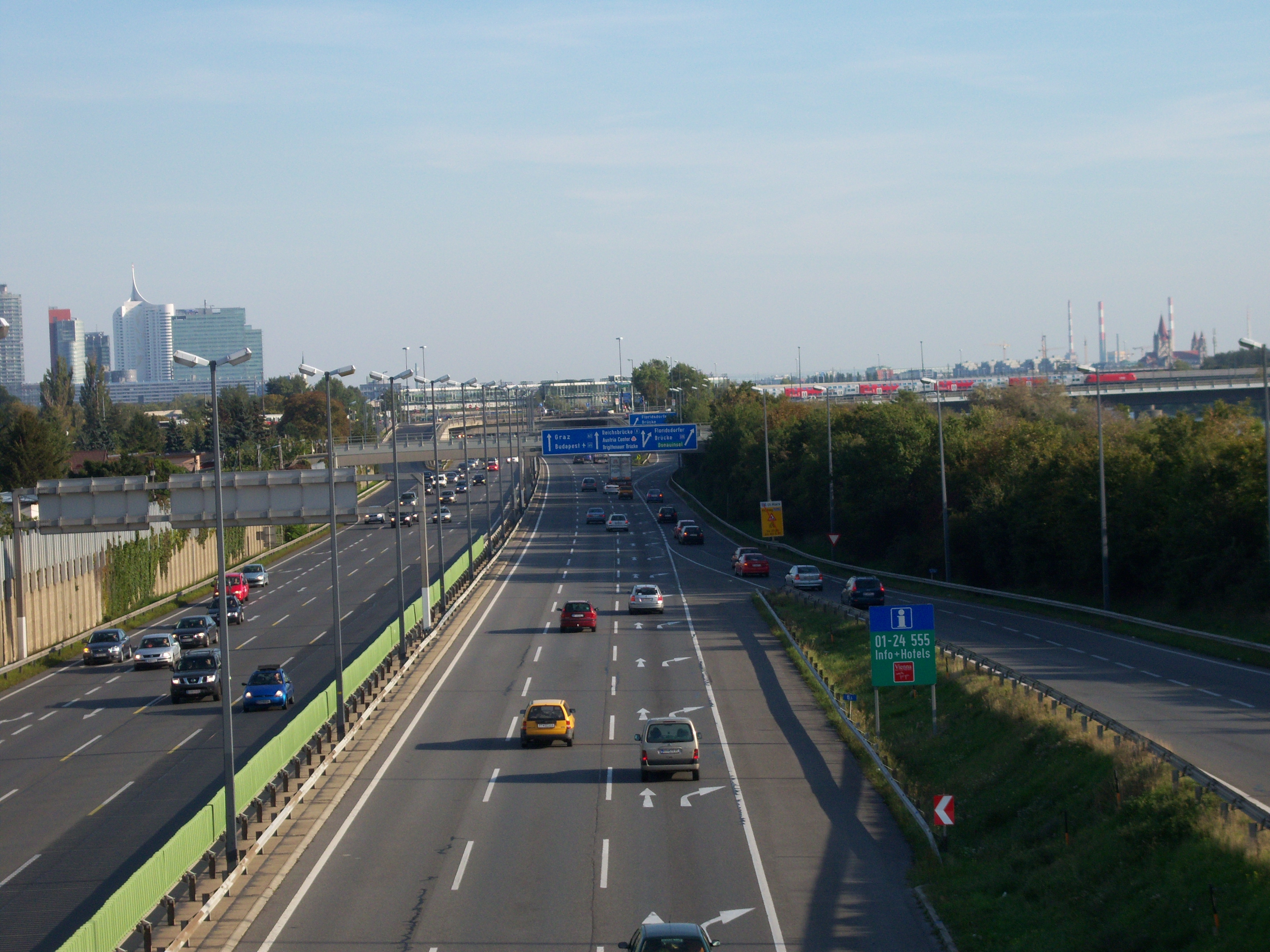
Floridsdorfnál
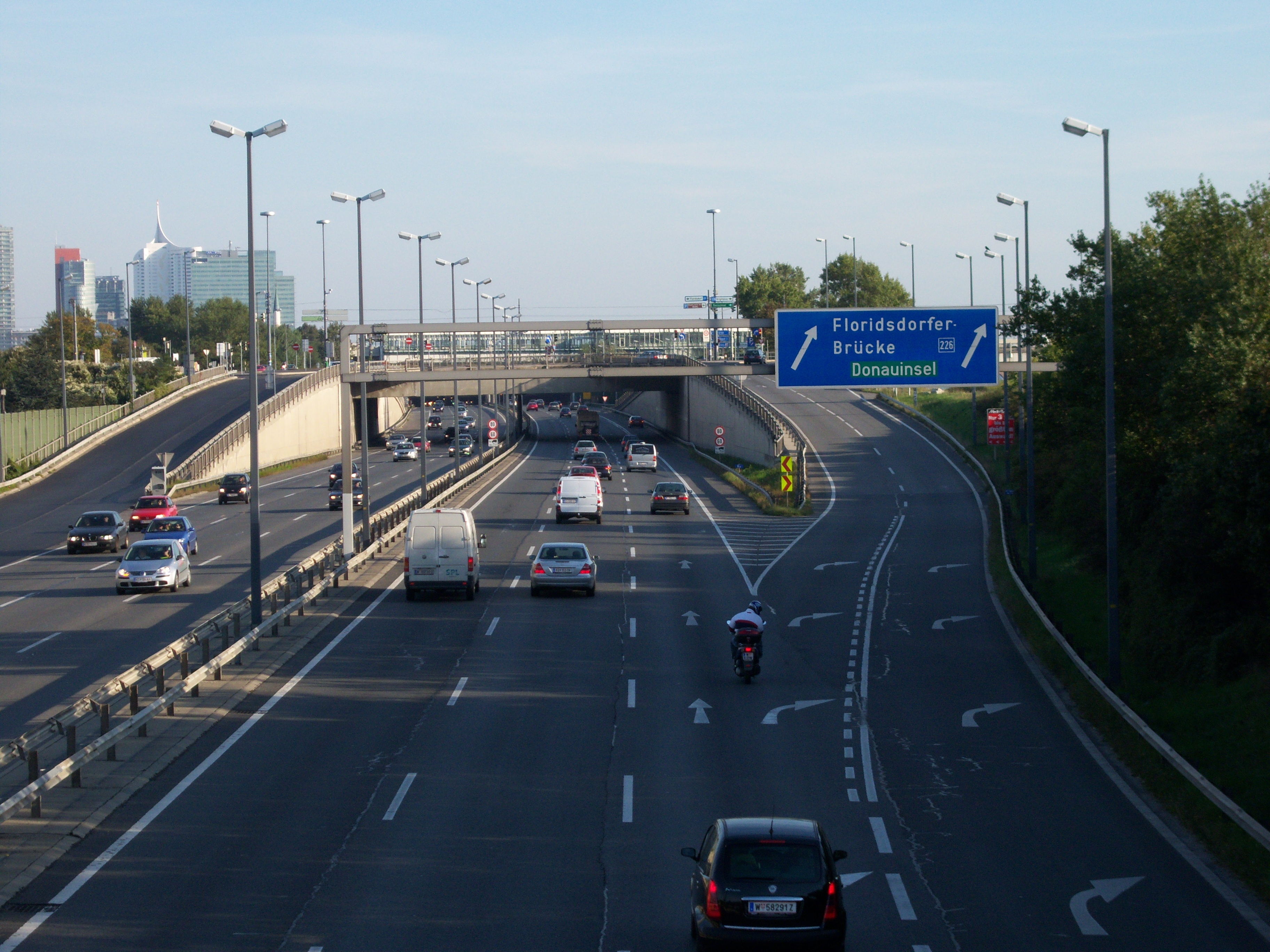
A floridsdorfi hídnál lévő csomópont; a tábla a Dunasziget felé navigál

## Fordítás
- Ez a szócikk részben vagy egészben az Donauufer Autobahn című német Wikipédia-szócikk fordításán alapul.  Az eredeti cikk szerkesztőit annak laptörténete sorolja fel. Ez a jelzés csupán a megfogalmazás eredetét és a szerzői jogokat jelzi, nem szolgál a cikkben szereplő információk forrásmegjelöléseként.

## Külső hivatkozások
- A Wikimédia Commons tartalmaz A22-es autópálya témájú kategóriát.
- Európa autópályái - Az A22-es csomópontjai, pihenőhelyei és hídjai